# Irish Tour '74
Irish Tour '74 är ett livealbum av den irländska bluesmusikern Rory Gallagher, utgivet 1974. Det spelades in i januari 1974 i Belfast, Dublin och Cork. I synnerhet Belfast undveks annars av många artister vid den här tiden, till följd av de pågående oroligheterna.

## Låtlista
Samtliga låtar skrivna av Rory Gallagher, om annat inte anges.
1. "Cradle Rock" - 7:38
2. "I Wonder Who" (McKinley Morganfield) - 7:52
3. "Tattoo'd Lady" - 5:04
4. "Too Much Alcohol" (J.B. Hutto) - 8:30
5. "As the Crow Flies" (Tony Joe White) - 6:02
6. "A Million Miles Away" - 9:29
7. "Walk on Hot Coals" - 11:13
8. "Who's That Coming?" - 10:05
9. "Back on My Stompin' Ground (After Hours)" - 5:18
10. "Maritime" - 0:33

## Medverkande
- Rory Gallagher - gitarr, munspel, sång
- Rod De'Ath - percussion, trummor
- Lou Martin - keyboard
- Gerry McAvoy - bas